# Panacea De' Muzzi
Beata Panacea (1368-27 de marzo de 1383) es una virgen y mártir cristiana.

## Biografía
Panacea nació en Quarona en 1368, hija de Lorenzo Muzio, oriundo de Cadarafagno, y Maria Gambino, originaria de Ghemme. Tras la repentina muerte de Maria cuando Panacea tenía tres años, Lorenzo sintió que su hija necesitaba los cuidados de una madre, por lo que contrajo matrimonio con una mujer oriunda de Locarno llamada Margherita Gabotto, quien era viuda y tenía una hija. Tras el enlace, Panacea, dedicada fielmente a la realización de buenas acciones y al cuidado de los pobres, empezó a sufrir acoso y malos tratos por parte de su madrastra y su hermanastra, quienes sentían rechazo hacia Panacea por sus actos y por la fe que profesaba, siendo probable que sus obras de caridad le impidiesen cumplir con sus tareas. De acuerdo con la mayoría de biógrafos recientes, Panacea era obligada a realizar las labores de más baja categoría, llegando su padre en una ocasión a encontrarla malherida sobre la paja del establo a raíz de una paliza, si bien, al parecer, no hizo nada por intervenir.
La tarde del 27 de marzo de 1383, Panacea, quien por aquel entonces tenía quince años, se hallaba cuidando un rebaño de ovejas lejos de casa. Al ver que los animales regresaron al redil sin Panacea y ante la tardanza de la joven en volver, Margherita fue en su busca, acudiendo a los pastos ubicados en el Monte Tucri, donde encontró a su hijastra rezando en la antigua ermita de San Giovanni. Llena de ira, Margherita regañó severamente a Panacea, golpeándola repetidas veces en un arranque de furia con una piedra y un bastón y apuñalándola con su propio huso en la cabeza, el cuello y el pecho hasta provocarle la muerte. Tras ser consciente de lo que había hecho, Margherita se suicidó arrojándose por un barranco cercano en un acto de desesperación.
Atraídos por el sonido espontáneo y prolongado de las campanas, el padre de Panacea y los habitantes de Quarona se dirigieron apresuradamente al lugar del crimen con el párroco Don Rocco, si bien no pudieron levantar el cuerpo de Panacea del suelo. El párroco informó al entonces obispo de Novara, Oldrado Maineri, quien llegó acompañado del clero el cual fue testigo del milagro, ordenando Maineri al cuerpo de Panacea que se dejase levantar. Posteriormente, el cadáver fue llevado río abajo y colocado en un carro tirado por bueyes, si bien los animales no pudieron tirar del vehículo, por lo que fueron reemplazados por dos terneros los cuales aún no estaban sujetos al carro cuando empezaron a caminar sin nadie que los guiase hacia un campo propiedad de Lorenzo Giuliani, pariente de Panacea, quien sin embargo se opuso a que el sepelio tuviese lugar en su terreno. Los terneros, guiados supuestamente por el espíritu de Panacea, reanudaron su viaje hacia la llanura, seguidos por el obispo, el clero y una gran cantidad de personas. Cruzaron Borgosesia, Grignasco, Prato Sesia y Romagnano Sesia hasta llegar a Ghemme, donde las campanas de la iglesia empezaron a sonar espontáneamente cuando llegó el cuerpo de Panacea, provocando que los habitantes se apresurasen a ver el carro detenerse en el cementerio adyacente a la Iglesia de Santa María, donde Panacea fue sepultada junto a su madre el 1 de mayo de 1383, primer viernes del mes.

## Veneración
El culto a Panacea fue generalizado desde principios del siglo XV, principalmente a nivel local, no obteniendo confirmación por parte de la Iglesia católica hasta el 5 de septiembre de 1867.
A principios del siglo XV se construyeron dos oratorios dedicados a la beata: uno en el lugar del  martirio, llamado Beata al Monte, y el otro en el sitio donde se encuentran sus reliquias, denominado Beata al Piano. El cuerpo de Panacea se encuentra custodiado actualmente en una urna de cristal en la Iglesia de Ghemme, en el escurolo realizado por el arquitecto Alessandro Antonelli, donde es objeto de peregrinación, especialmente por parte de la población piamontesa. En la iglesia se puede observar el antiguo sepulcro ubicado en el centro de la nave, donde permaneció la beata desde el año de su muerte hasta 1666, cuando el antiguo cementerio de Ghemme fue desmantelado y trasladado a otro lugar para ampliar la iglesia a su tamaño actual.
Pese a que el martirio tuvo lugar un 27 de marzo, Panacea es honrada cada 5 de mayo por la diócesis de Novara, mientras que en el vicariato de Valsesia se celebra su fiesta el primer viernes del mismo mes.